# 테러리스트 감시 프로그램
테러리스트 감시 프로그램(Terrorist Surveillance Program)은 2001년 911테러 직후 미국에서 만들어진 NSA의 전자정보 감시 계획이다. 테러와의 전쟁을 수행하기 위한 대통령 감시 프로그램의 일부분이다. 이 프로그램을 만든 부시 행정부에서 명명했다.
NSA는 일방 또는 쌍방이 미국 시민이 아닌 경우의, 알 카에다와 관련된, 해외 통신 정보를 수집한다.

## 같이 보기
- PRISM (감시 체계)
- 대통령 감시 프로그램